# Цветнополье (Омская область)
Цветнопо́лье — село в Азовском немецком национальном районе Омской области, административный центр Цветнопольского сельского поселения.
Население — 1853 (2021)
Основано в 1906 году.

## Физико-географическая характеристика
Село находится на границе степной и лесостепной зоны в пределах Ишимской равнины, являющейся частью Западно-Сибирской равнины). Высота центра населённого пункта — 114 метров над уровнем моря. Гидрографическая сеть не развита: реки и озёра в окрестностях населённого пункта отсутствуют. Почвы — чернозёмы языковатые обыкновенные.
Расстояние до районного центра села Азово по автомобильным дорогам составляет 39 км, до областного центра города Омск — 81 км.
Климат
Климат резко континентальный, с выраженными климатическими сезонами и значительными перепадами температур в течение года (согласно классификации климатов Кёппена — влажный континентальный климат (Dfb)). Многолетняя норма осадков — 374 мм. Наибольшее количество осадков выпадает в июле — 61 мм, наименьшее в марте — 13 мм. Среднегодовая температура положительная и составляет + 1,5° С, средняя температура января − 17,3° С, июля + 19,7° С.
Часовой пояс
Цветнополье, как и вся Омская область, находится в часовой зоне МСК+3. Смещение применяемого времени относительно UTC составляет +6:00.

## История
В XX веке начинается организованное заселение степных районов нынешней Омской области. Место под будущее поселение землемеры назвали Ново-Николаевск, участок был спланирован на 260 дворов. Первые немецкие поселенцы прибыли в 1906 году (по другим данным в 1905) из Самарской губернии. Они дали поселению название Цветнополье (Блюменфельд). Несколько позже переселились немцы из Херсонской губернии. В полуверсте от Цветнополья поселились немцы из Саратовской губернии и эстонцы из Прибалтики. Новый посёлок Поливановка сохранял самостоятельность почти три десятка лет, затем слился с Цветнопольем.
В 1909 году открылась первая лютеранская школа (позже она преобразована в начальное народное сельское училище). В 1915 году открыто новое здание министерского училища в немецкой части посёлка. В период Первой мировой войны население села увеличилось за счёт беженцев и депортированных с Волыни немцев.
В 1920 году образован сельсовет. На рубеже 1920—1930-х годов организовано четыре колхоза: «1-е Цветнополье», «2-е Цветнополье», «Роте Штерн» и эстонский колхоз «Сяде» («Луч») в Поливановке. В феврале 1941 года колхозы «2-е Цветнополье» и «Роте Штерн» объединяются в один колхоз «1 Мая». В 1934 году основана межпоселенческая Александровская МТС. В годы Великой Отечественной войны село принимает эвакуированных и депортированных из Европейской части России немцев.
В 1951 году колхозы «1 Мая», «Сяде», и «1-е Цветнополье» объединены в колхоз имени Ворошилова. Вскоре к нему присоединили колхоз деревни Дмитриевка «Красная Заря» и Розы Долины имени Кагановича (со второй половины 1950-х годов — колхоз им. Ленина). В 1970-е проведено техническое перевооружение автопарка. В 1979 году за успехи в развитии животноводства колхоз получил переходящее Красное знамя обкома КПСС, облисполкома, облсовпрофа и обкома ВЛКСМ.
В 1960-е годы в селе начала функционировать больница на 15 коек, зональная библиотека, вместо клуба построен дом культуры, действовала средняя школа. Появился ряд специализированных магазинов. В 1970-е годы открыт универмаг, начинается строительство животноводческого комплекса, в начале 1980-х проложена асфальтированная дорога между Цветнопольем и селом Одесское.
В 1993 году колхоз им. Ленина преобразован в АО «Цветнополье»

## Население
| 1909  | 1920  | 1926  | 1939  | 1989  | 2002  | 2003  |
| ----- | ----- | ----- | ----- | ----- | ----- | ----- |
| 528   | ↗746  | ↘667  | ↗1636 | ↗1923 | ↗1968 | ↘1917 |
| 2006  | 2010  | 2021  |       |       |       |       |
| ↘1908 | ↘1876 | ↘1853 |       |       |       |       |

## Инфраструктура
В селе действует средняя школа с преподаванием немецкого языка как родного, имеются филиал музыкальной школы, детский сад, дом культуры, библиотека, центры немецкой и казахской культуры, гостиница, столовая, стадион «Молодость».